# 水圈

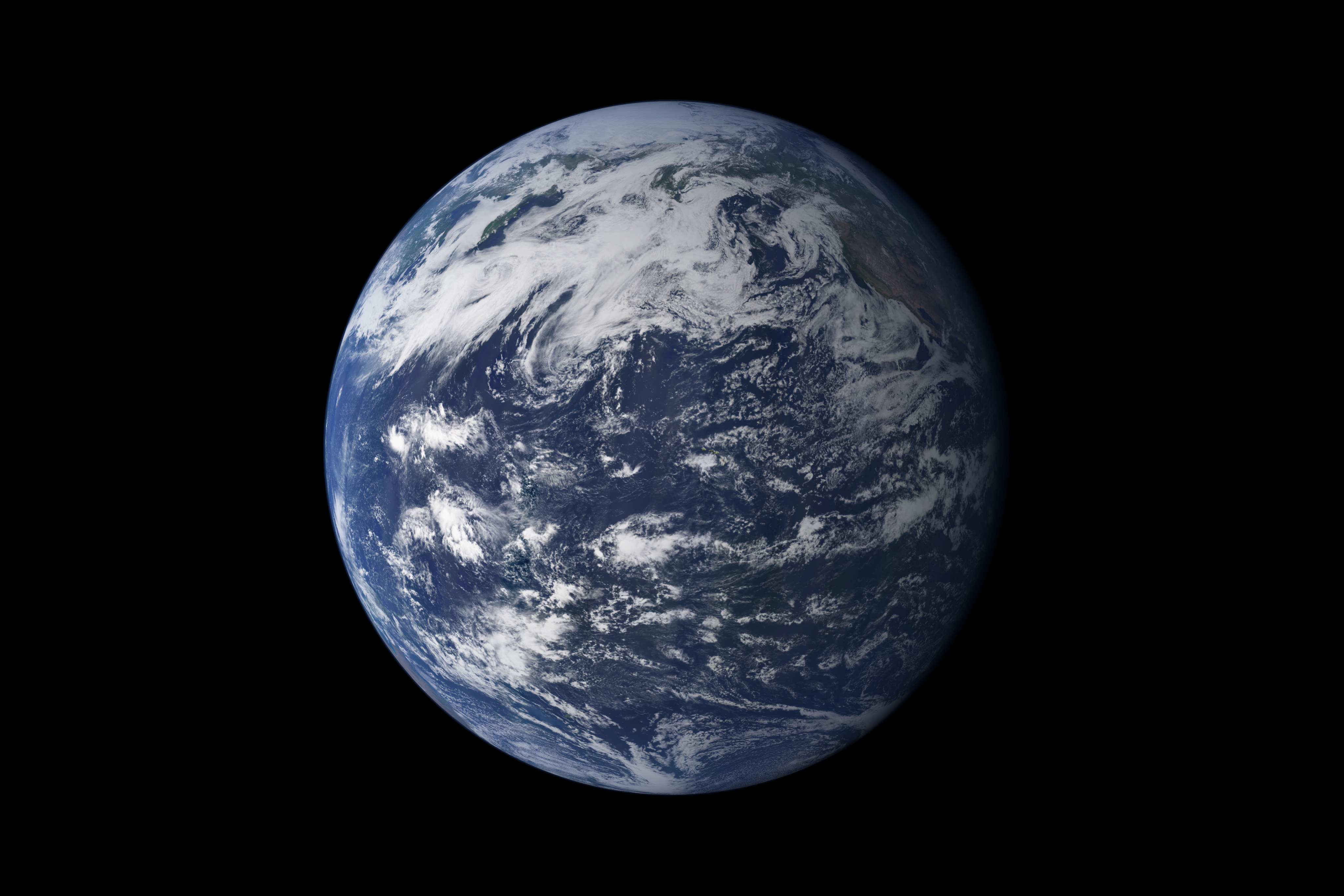
地球是一個表面充滿水的行星。

水圈（英語：hydrosphere）是一個行星、衛星或小行星上所有的水以及其循环所構成的环境系统。太阳系绝大多数天体表面的水要么匮乏，要么仅以固态存在，只有地球上的水可以同时以气态、液态和固态三种形式存在。
地球上的水可存在于大气（水蒸气或云、雾等气溶胶形态）、海洋（海水和半咸水）、陆地（河、湖、湿地等多为淡水的地表水体，以及冰川、雪原等陆地冰冻圈）和地下（地下水、地下河和土壤含水），以及生物体内的水分。水圈可與岩石圈、生物圈、大氣圈、磁圈等其他地球外表圈層高度重疊，共同形成地球的生態圈。
地球水圈的總質量約為1.4×1018公噸，佔地球質量的0.023％，約有20×1012公噸存在於地球大氣層。地球表面積有3.61億平方公里（占75％）被海洋所覆蓋，海洋的平均鹽度為每公斤海水35克鹽（3.5％）。水圈的上限可视为对流层顶端，下限为深层地下水所及的最大深度。

## 分布
全球水的总储藏量约为13.86億立方公里，其中97.5％是鹹水，只有2.5%是淡水。而淡水中约68.9％在极地冰蓋和高山冰川，以冰或永久積雪的形式存在；30.8％是地下水體；只有0.3％分布於容易接近的湖泊、河川和水庫系統。它们在物質狀態和水体之间不断地转化和循环，形成水的大循环和相对稳定的分配。
通常情况下，一个水體就是一个完整的生态系统，包括其中的水、悬浮物、溶解物、底质和水生生物等。因此也可以称其为水环境。

## 水循環

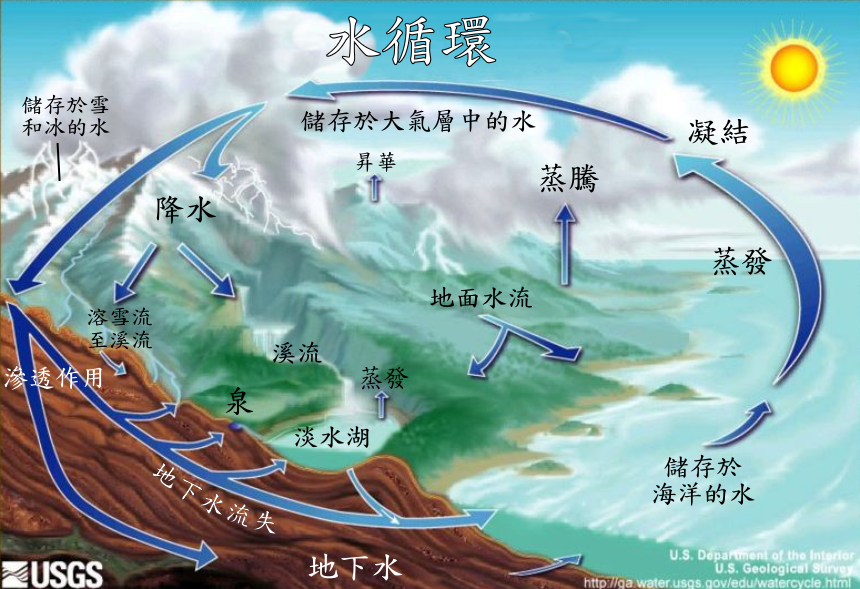
水圈中的水藉由水循環的方式，展現各種不同的形態。

水循環將水從一種狀態轉移到其他狀態，或從一個水體轉移到另一個水體。水體包括大氣水分（雲、雨和雪）、海洋、河流、溪流、湖泊、地下水、地下含水層、極地冰蓋和飽和土壤。太陽能以熱和光（日照）的形式出現，重力導致為期數小時到數千年的物質狀態轉換。大多數蒸發來自海洋，並且會因降水返回地面。昇華指的是冰與雪的蒸發。 蒸騰是指植物通過维管束或氣孔散失的水分。蒸散則是水文學家對蒸騰、昇華和蒸發三種過程的合稱。
馬克·德維利耶（Marq de Villiers）在他的著作《水》中，將水圈描述為一種存在有水的封閉系統。水圈是錯綜複雜、相互依賴的；是整體的、穩定的；並且"似乎是為了調控生命而建立的”。 德維利耶宣稱:“地球的總水量在地質時代幾乎不會改變，我們曾經有什麼我們就仍然有什麼。水可以被污染、濫用和誤用，但不是被創造也不是被毀滅，它只能轉移。沒有證據顯示水蒸汽會逸散至太空。”
“每年地球上水分的轉移量有5.77萬立方公里。這是從海洋表面（5.03萬立方公里）和陸地（0.74萬立方公里）蒸發的水。大氣的總降水量與之相同，海洋總量4.58萬立方公里，陸地1.19萬立方公里。地表降水與蒸發量之間的差異（119,000 - 74,200 = 44,800 立方公里/年）代表了地球河川的總徑流量（42700 立方公里/年）和由地下水直接到海洋的總徑流量（2100 立方公里/年）。這些是支持生命和人類經濟活動的淡水的主要來源。”
根據伊戈爾·希克洛馬諾夫（Igor A. Shiklomanov）的說法，海水再補充和替代的循環需要2500年才能完成，永久凍土和冰需要1萬年，深層地下水和高山冰川需要1500年，湖泊需要17年，河流需要16天。

## 水圈與大氣圈
水圈對當前大氣的形成也相當重要。地球剛形成時，大氣只有非常稀薄的氫氣和氦氣，與目前的水星大氣相似。之後，氫氣和氦氣從大氣中排出，隨著地球冷卻和火山噴發而釋放的氮氣和水蒸氣等氣體
。隨著地球的冷卻，大氣中的水蒸汽凝結成雨降下。同時，大氣中的二氧化碳溶解在雨水中，使大氣進一步冷卻。接著進一步導致水蒸汽凝結和下降。雨水充滿了地球表面的凹陷，形成了海洋。據估計，這發生在40億年前。第一生命形式於海洋開始，這些生物體不是呼吸氧氣。之後，當藍菌演化出現，轉化二氧化碳為食物並製造氧氣的過程開始。結果導致我們的大氣與其他行星的組成明顯不同，是地球上生命的基本要素。